# 19a cerimònia dels Premis César
La 19a cerimònia dels Premis César — també coneguts com Nuit des César — que premiava les pel·lícules estrenades el 1993, va tenir lloc el 26 de febrer de 1994 al Théâtre des Champs-Élysées.
Va ser presidida per Gerard Depardieu i retransmesa a Canal+.

## Presentadors i ponents
- Daniel Toscan du Plantier, president de l'Académie des arts et techniques du cinéma
- Gérard Depardieu, president de la cerimònia
- Clémentine Célarié, Fabrice Luchini, maîtres de cérémonie
- Alec Baldwin, Kim Basinger
- Francois Cluzet, Anouk Grinberg
- Sam Karmann, Julie Delpy
- Dominique Blanc
- Jacqueline Bisset
- Marushka Detmers
- Alain Corneau, Valérie Kaprisky, per l'entrega del César da millor realitzador
- Romane Bohringer, Elsa Zylberstein, per a l'entrega dels César dels millors espoirs
- Sandrine Kiberlain, Yvan Attal, per l’entrega del César pel millor primer treball
- Gérard Depardieu, per l’entrega del César d'honor a Jean Carmet
- Marc Lavoine, Dolores Chaplin, per a l'entrega del César de la millor música

## Desenvolupament
La triomfadora de la nit va ser No Smoking d'Alain Resnais, que amb nou nominacions en va guanyar cinc: millor pel·lícula, millor director, millor actor, millor guió i millors decorats. Tres colors: Blau de Krzysztof Kieślowski, també va tenir nou nominacions i en va guanyar tres; millor actriu, millor so i millor muntatge. La perdedora fou Germinal de Claude Berri, que de dotze nominacions només en va guanyar dues: millor vestuari i millor fotografia.

## Guanyadors i nominats
Els guanyadors s'indiquen en negreta.
| Millor pel·lícula - No Smoking d'Alain Resnais - Germinal de Claude Berri - Ma saison préférée d'André Téchiné - Tres colors: Blau de Krzysztof Kieślowski - Les Visiteurs de Jean-Marie Poiré | Millor director - Alain Resnais per No Smoking - Claude Berri per Germinal - Jean-Marie Poiré per Les Visiteurs - André Téchiné per Ma saison préférée - Krzysztof Kieslowski per Tres colors: Blau - Bertrand Blier per Un, deux, trois, soleil                                               |
| Millor actor - Pierre Arditi per No Smoking - Daniel Auteuil per Ma saison préférée - Michel Boujenah per Le Nombril du monde - Christian Clavier per Les Visiteurs - Jean Reno per Les Visiteurs | Millor actriu - Juliette Binoche per Tres colors: Blau - Sabine Azéma per No Smoking - Josiane Balasko per Tout le monde n'a pas eu la chance d'avoir des parents communistes - Catherine Deneuve per Ma saison préférée - Anouk Grinberg per Un, deux, trois, soleil - Miou-Miou per Germinal |
| Millor actor secundari - Fabrice Luchini per Tout ça... pour ça ! - Jean-Pierre Darroussin per Cuisine et dépendances - Jean-Roger Milo per Germinal - Thomas Langmann per Le Nombril du monde - Didier Bezace per Profil bas                                                                                          | Millor actriu secundària - Valérie Lemercier per Les Visiteurs - Judith Henry per Germinal - Marie Trintignant per Les Marmottes - Marthe Villalonga per Ma saison préférée - Myriam Boyer per Un, deux, trois, soleil                                                                         |
| Millor actor revelació - Olivier Martinez per Un, deux, trois, soleil - Guillaume Depardieu per Cible émouvante - Mathieu Kassovitz per Métisse - Melvil Poupaud per Les gens normaux n'ont rien d'exceptionnel - Christopher Thompson per Les Marmottes                                                               | Millor actriu revelació - Valeria Bruni-Tedeschi per Les gens normaux n'ont rien d'exceptionnel - Virginie Ledoyen per Les Marmottes - Chiara Mastroianni per Ma saison préférée - Florence Pernel per Tres colors: Blau - Karin Viard per La Nage indienne                                    |
| Millor pel·lícula estrangera - El piano de Jane Campion - Adéu a la meva concubina de Chen Kaige - Misteriós assassinat a Manhattan de Woody Allen - Plouen pedres de Ken Loach - Cafè irlandès de Stephen Frears | Millor primera pel·lícula - Mùi du du xanh de Trần Anh Hùng - Cible émouvante de Pierre Salvadori - Le Fils du requin d'Agnès Merlet - Les gens normaux n'ont rien d'exceptionnel de Laurence Ferreira-Barbosa - Métisse de Mathieu Kassovitz                                                  |
| Millor guió original o adaptació - Agnès Jaoui i Jean-Pierre Bacri per No Smoking - Claude Berri i Arlette Langmann per Germinal - Pascal Bonitzer i André Téchiné per Ma saison préférée - Christian Clavier i Jean-Marie Poiré per Les Visiteurs - Krzysztof Kieślowski i Krzysztof Piesiewicz per Tres colors: Blau | Millor música - Khaled per Un, deux, trois, soleil - Éric Lévi per Les Visiteurs - Zbigniew Preisner per Tres colors: Blau - Jean-Louis Roques per Germinal |
| Millor fotografia - Yves Angelo per Germinal - Renato Berta per No Smoking - Sławomir Idziak per Tres colors: Blau | Millor decorat - Jacques Saulnier per No Smoking - Jacques Bufnoir per Justinien Trouvé ou le Bâtard de Dieu - Hoang Thanh At, Christian Marti per Germinal |
| Millor muntatge - Jacques Witta per Tres colors: Blau - Albert Jurgenson per No Smoking - Catherine Kelber per Les Visiteurs - Hervé de Luze per Germinal | Millor so - William Flageollet et Jean-Claude Laureux per Tres colors: Blau - Pierre Gamet, Dominique Hennequin per Germinal - Bernard Bats, Gérard Lamps per No Smoking |
| Millor vestuari - Sylvie Gautrelet, Bernadette Villard, Caroline de Vivaise per Germinal - Catherine Leterrier per Les Visiteurs - Franca Squarciapino per Louis, enfant roi | Millor curtmetratge - Gueule d'atmosphère d'Olivier Péray - Comment font les gens de Pascale Bailly - Empreintes de Camille Guichard - Ex memoriam de Bériou |
| César d'honor - Jean Carmet | Homenatge No concedit |